# 한-아세안 자유 무역 협정
한-아세안 자유 무역 협정(Korea-ASEAN Free Trade Agreement)는 대한민국과 동남아시아 국가 연합 간 체결된 통상 협정이다.

## 상세
아세안 자유 무역 지대가 1991년에 처음 도입된 이후, 아세안과 대화 상대국 간 통상 협정에 대한 관심이 높아지게 되었다. 이후 대한민국과 동남아시아 국가 연합이 2005년에 합의되어 2006년 및 2007년에 협정이 타결되었다.

## 내용
| 대한민국과 동남아시아국가연합 회원국 정부 간의 포괄적 경제협력에 관한 기본협정 |               |
| 제 1 장 |               |
| 총칙 |               |
| 제 2 장 |               |
| 자유화 |               |
| 제 3 장 |               |
| 경제협력 |               |
| · 부속서 경제협력 |               |
| 제 4 장 |               |
| 그 밖의 분야 |               |
| 제 5 장 |               |
| 최종조항 |               |
| 대한민국과 동남아시아국가연합 회원국 정부 간의 포괄적경제협력에 관한 기본협정 하의 상품무역에 관한 협정 |               |
| 대한민국과 동남아시아국가연합 회원국 정부 간의 포괄적경제협력에 관한 기본협정 하의 상품무역에 관한 협정 |               |
| · 부속서 1 일반품목군에 배치된 관세품목에 대한 관세 인하 및 철폐 방식 |               |
| · 부속서 2 민감품목군에 배치된 관세품목에 대한 관세 인하 및 철폐 방식 * 본문의 부록1(민감품목 목록)과 부록2(초민감품목 목록)는 '상품무역에 관한 협정의 개정을 위한 3차 의정서'(2016.1.1 발효)에 따라 폐지되어 양허표로 대체되었음 |               |
| · 부속서 3 원산지 규정 (HS2002 기준) |               |
| - 부속서 3 부록 1 원산지증명 운영절차 (2014.1.1 개정) |               |
| - 부속서 3 부록 2 품목별 원산지 기준 | · HS2012 기준 |
| - 부속서 3 부록 2 품목별 원산지 기준 | · HS2017 기준 |
| 개성공단 관련 대상품목 목록 (HS2002, HS2007) |               |
| 상품무역에 관한 협정의 개정을 위한 1차 의정서 |               |
| 상품무역에 관한 협정의 개정을 위한 2차 의정서 |               |
| 상품무역에 관한 협정의 개정을 위한 3차 의정서 |               |
| 양허표 |               |
| · 브루나이 |               |
| · 캄보디아 |               |
| · 인도네시아 |               |
| · 한국 |               |
| · 라오스 |               |
| · 말레이시아 |               |
| · 미얀마 |               |
| · 필리핀 |               |
| · 싱가포르 |               |
| · 태국 |               |
| · 베트남 |               |
| 개정 원산지 증명 운영절차 (2014.1.1 발효) |               |
| 태국의 상품협정 가입 의정서 |               |
| 대한민국과 동남아시아 국가연합 회원국 정부 간의 포괄적 경제협력에 관한 기본협정 하의 분쟁해결제도에 관한 협정 |               |
| 대한민국과 동남아시아 국가연합 회원국 정부 간의 포괄적 경제협력에 관한 기본협정 하의 분쟁해결제도에 관한 협정 |               |
| · 부속서 중재패널 절차를 위한 규칙 및 절차 |               |
| 대한민국과 동남아시아 국가연합 회원국 정부 간의 포괄적 경제협력에 관한 기본협정 하의 서비스 무역에 관한 협정 |               |
| 대한민국과 동남아시아 국가연합 회원국 정부 간의 포괄적 경제협력에 관한 기본협정 하의 서비스 무역에 관한 협정 |               |
| · 금융서비스에 관한 부속서 |               |
| 서비스 양허표 |               |
| · 한국 |               |
| · 브루나이 |               |
| · 캄보디아 |               |
| · 인도네시아 |               |
| · 라오스 |               |
| · 말레이시아 |               |
| · 미얀마 |               |
| · 필리핀 |               |
| · 싱가포르 |               |
| · 베트남 |               |
| · 태국 |               |
| 대한민국과 동남아시아 국가연합 회원국 정부 간의 포괄적 경제협력에 관한 기본협정 하의 투자에 관한 협정 |               |
| 대한민국과 동남아시아 국가연합 회원국 정부 간의 포괄적 경제협력에 관한 기본협정 하의 투자에 관한 협정 |               |